# Cyaniris bellis
Cyaniris bellis är en fjärilsart som beskrevs av Freyer 1843. Cyaniris bellis ingår i släktet Cyaniris och familjen juvelvingar. Inga underarter finns listade i Catalogue of Life.